# Église San Zan Degolà
L'église San Zan Degolà (en vénitien, pour San Giovanni decollato en italien, et Saint-Jean le Décapité en français) est une église catholique de Venise, en Italie, dédiée à Jean le Baptiste.

## L’intérieur

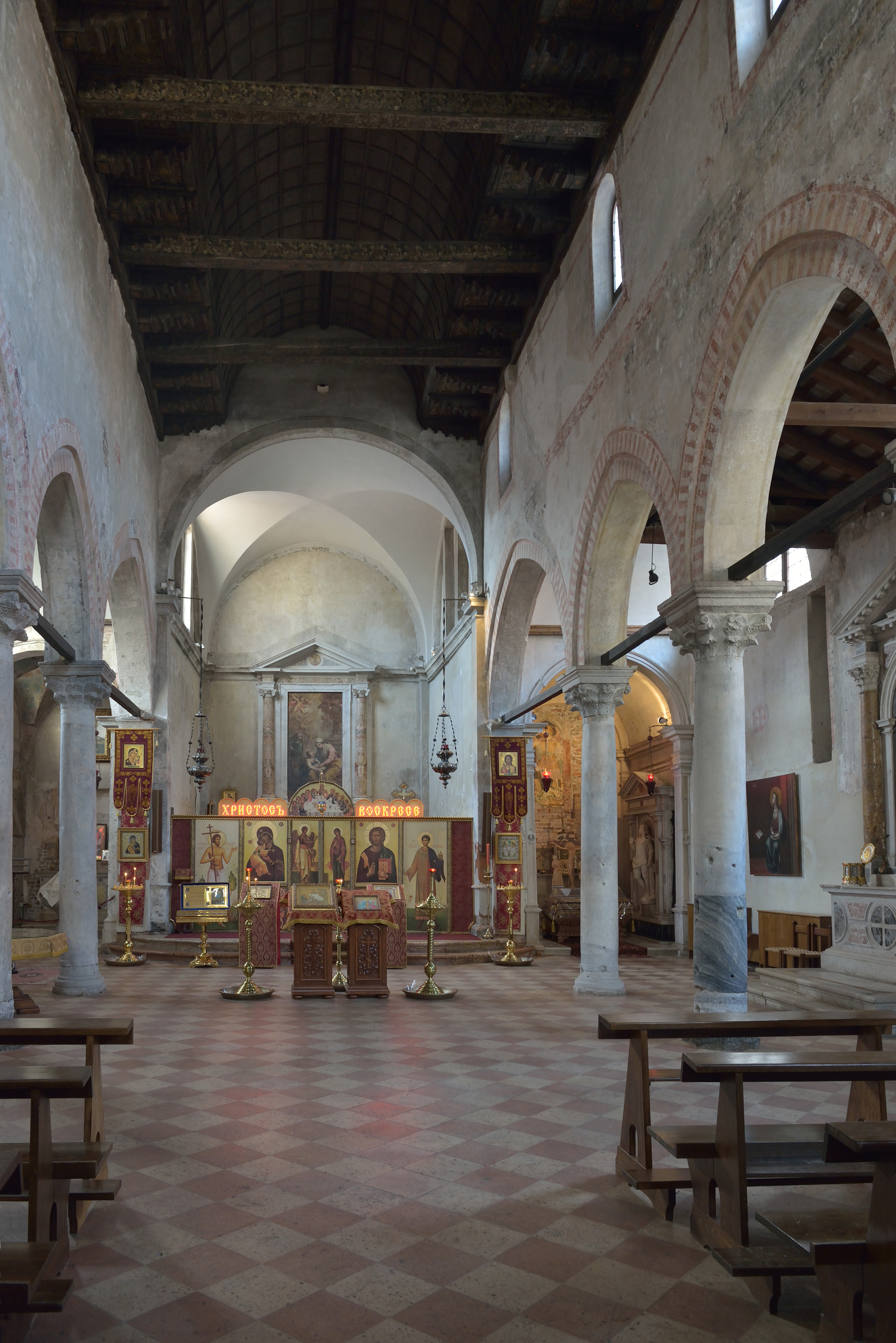
L’intérieur de l'église
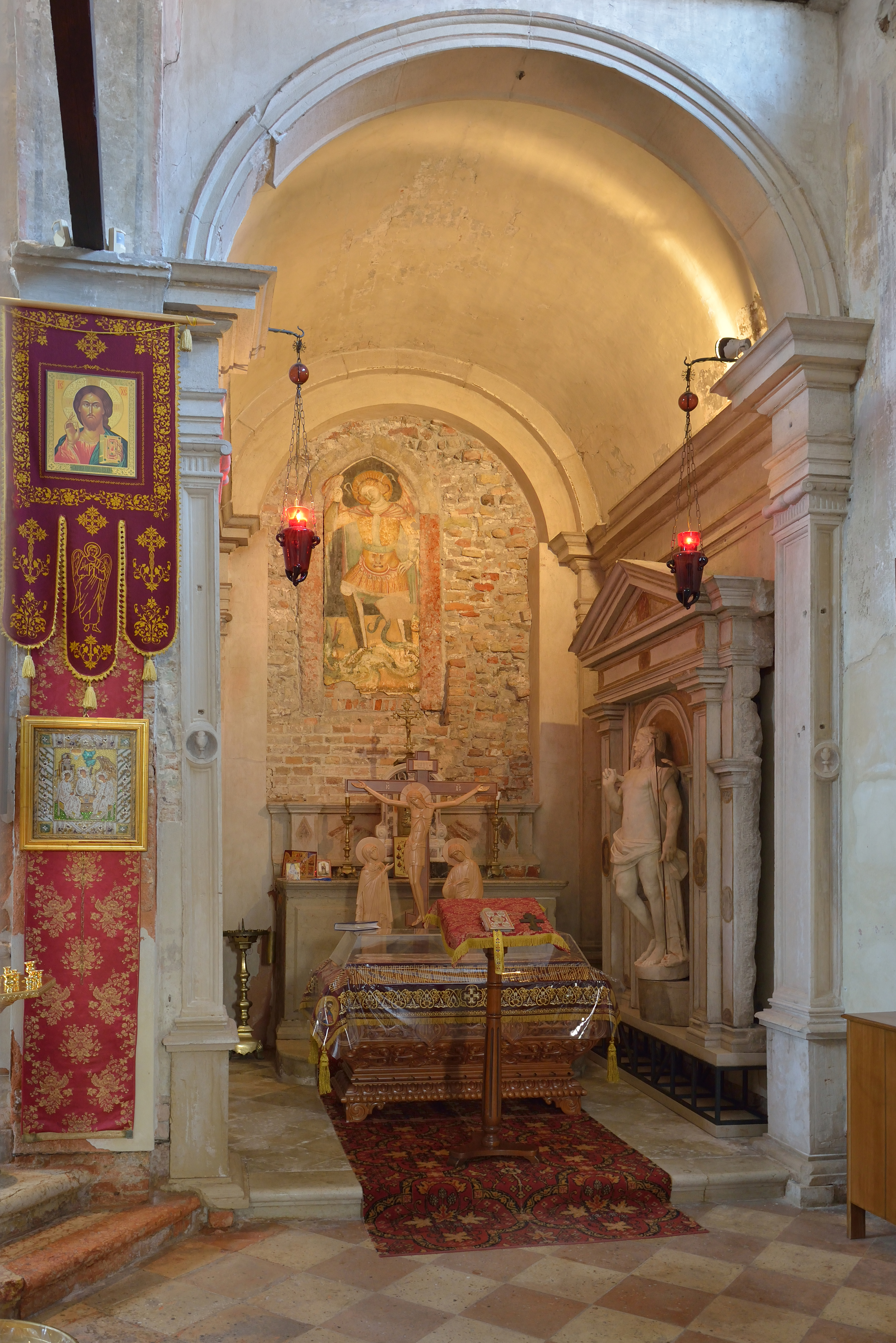
Chapelle absidiale de droite